# Black Widow (komiks)

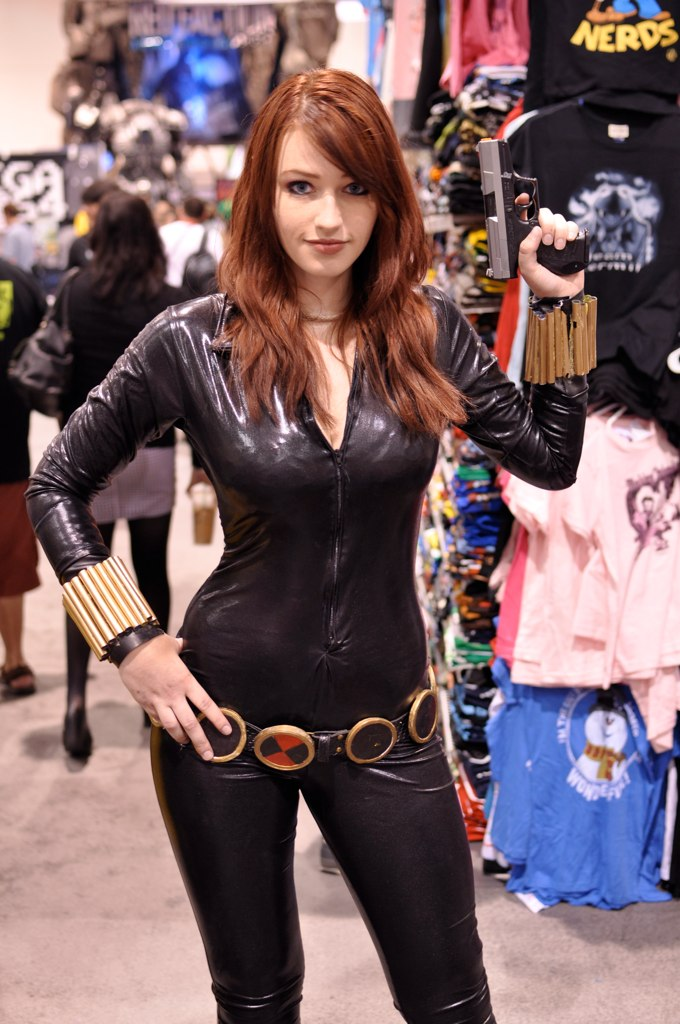
Cosplay Black Widow

Black Widow (rusky Чёрная вдова; česky Černá vdova) je fiktivní postava vyskytující se v komiksech vydavatelství Marvel Comics. Byla vytvořena editorem Stanem Leem, scenáristou Donem Ricem a hercem Donem Heckem. Poprvé se objevila v 52. čísle komiksu Tales of Suspense vydaném v dubnu 1964.
Black Widow se narodila ve Stalingradu (dnes Volgogradu) jako Natalja Aljanovna „Nataša“ Romanovová (rusky Наталья Альяновна „Наташа“ Романова), v příbězích známá také jako Natasha Romanoff.

## Fiktivní biografie
Black Widow chodila několik let na balet, což je předpokladem pro její značnou pohyblivost a mrštnost. Později díky KGB byla zbavena paměti a vycvičena jako elitní zabijačka v rudé komnatě, zde byl tzv. ukončovací rituál při kterém byla fyzicky sterilizována. Jelikož neznala svou minulost a nevěděla kdo vlastně je, ji bylo jedno co dělá a čí krev prolévá. To se změnilo po rozpadu Sovětského Svazu. Agentura S.H.I.E.L.D. si všimla že Black Widow je nechráněná a poslala k ní agenta Clinta Bartona alias Hawkeye, který ji měl zabít. Ten ji ale nezabil a dokázal ji přimět konat dobro. Pomohl ji zjistit vše o její minulosti a Black Widow zanevřela na své krvavé činy a rozhodla se konat dobro. Pracovala pro S.H.I.E.L.D a později se přidala k Avengers

## Marvel Cinematic Universe
Roli Nataši Romanovové / Black Widow ve filmové sérii fikčního světa Marvel Cinematic Universe ztvárnila americká herečka Scarlett Johanssonová, která smlouvu podepsala v březnu 2009. Původně měla být do postavy obsazena Emily Bluntová. Pro plánovanou kolizi rolí se však úlohy vzdala.